# Erik Ivar Fredholm

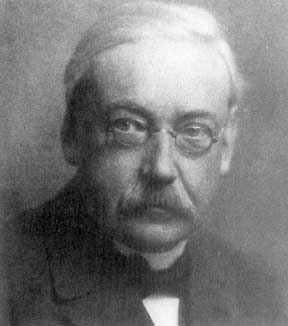
Ivar Fredholm

Erik Ivar Fredholm, Stockholm 7 april 1866 - Mörby bij Stockholm 17 augustus 1927, was een wiskundige uit Zweden, die de moderne theorie van integraalvergelijkingen formuleerde. Zijn artikel uit 1903 in Acta Mathematica wordt als een van de belangrijkste punten in de formulering van operatortheorie beschouwd.
De maankrater Fredholm is naar hem genoemd.